# Atlas Medio
El Atlas Medio (en amazig, ⴰⵟⵍⴰⵙ ⴰⵏⴰⵎⵎⴰⵙ) es una cadena montañosa que se extiende a lo largo de 350 km, del suroeste al nordeste de Marruecos, situada entre el Rif y el Alto Atlas. Ocupa una superficie total de 2,3 millones de hectáreas, o sea el 18 % del dominio altimontano de ese país.
Ocupa principalmente las provincias de Jenifra, Ifrán, Bulmán, Sefrú, El Hayeb, así como una parte de las provincias de Taza y de Beni Melal— que se conoce con el nombre de «puerta del Atlas Medio».
Esta cadena pertenece al macizo del Atlas, y, más concretamente, a una de las tres partes del Atlas marroquí —siendo las otras dos el Alto Atlas y el Anti-Atlas.
El Atlas Medio es un territorio con un insólito encanto y su riqueza en biodiversidad faunística y florística lo convierten en una zona con vocación turística.
El pastoreo es en tanto el primer recurso económico.

## El relieve

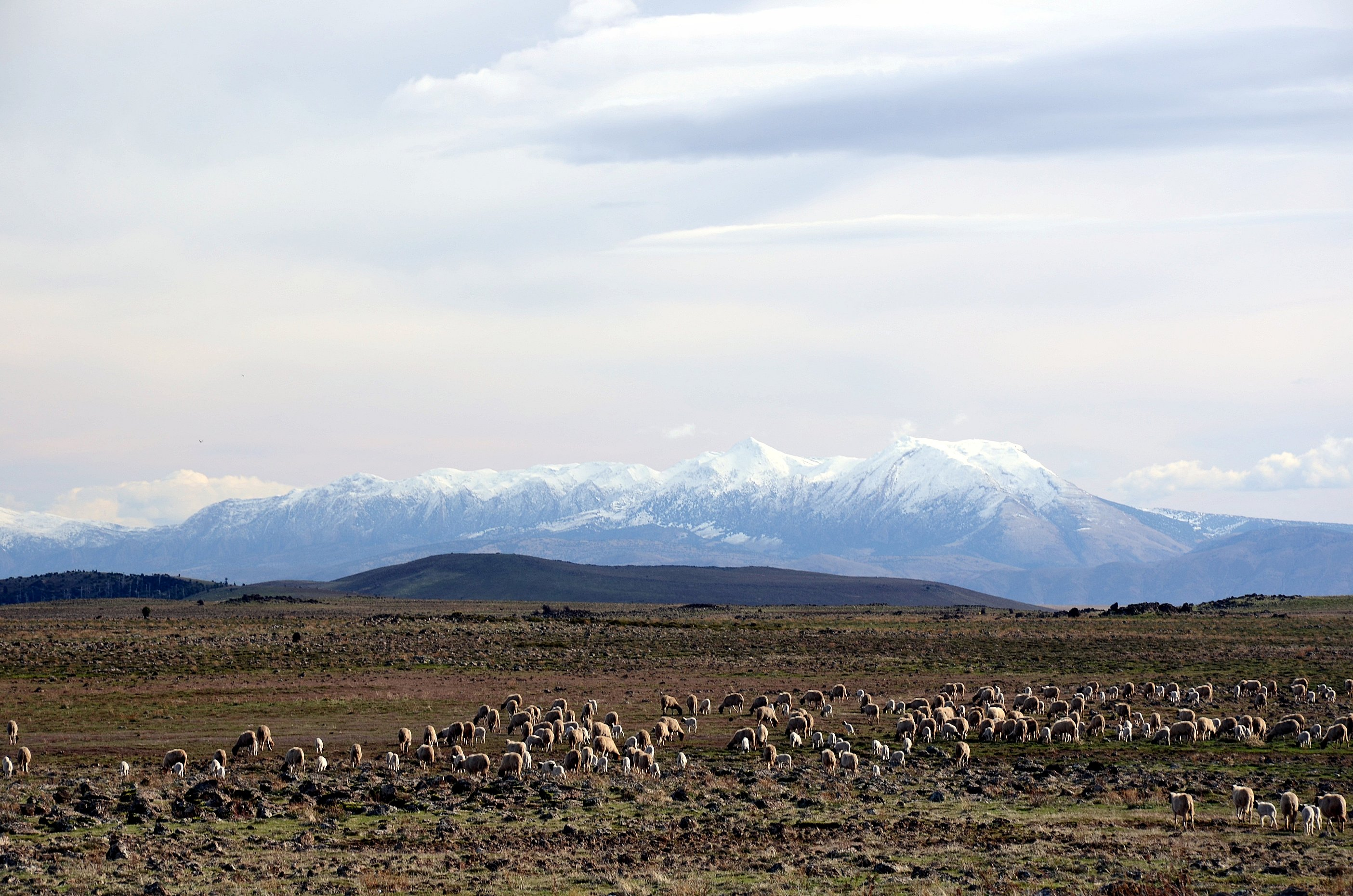
Paisaje la Atlas Medio.

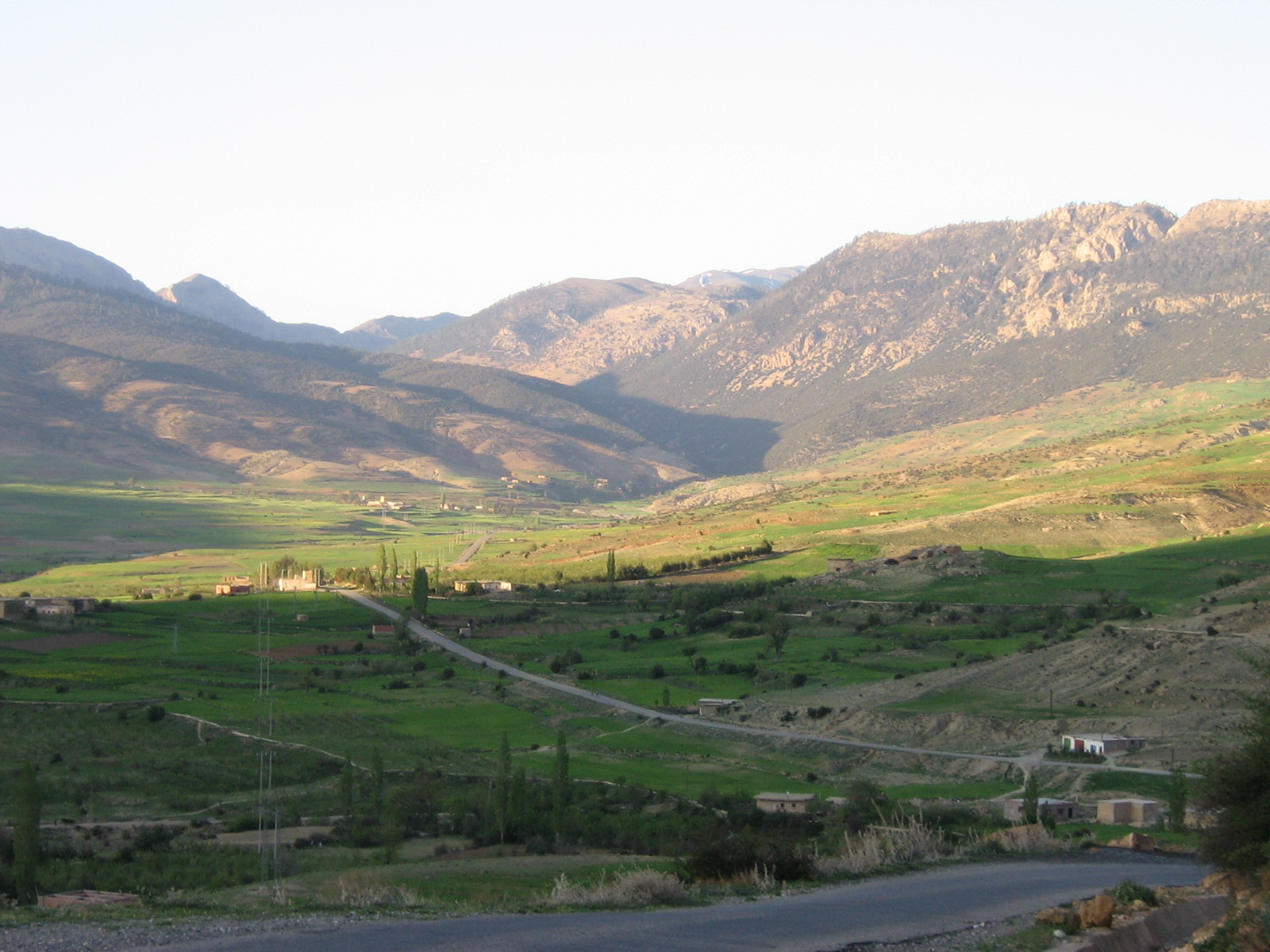
Paisaje a Talzemt la Atlas Medio.

La estructura geomorfológica del Atlas Medio está compuesta esencialmente por: 
- rocas calcáreas:
  - rocas tabulares al oeste, de una altitud de 1000 a 1500 m;
  - rocas plegadas al noroeste, de una altitud más elevada sobrepasando a menudo los 3000 m (punto culminante, Jebel Bou Naceur, 3356 m);
- mesetas volcánicas.

Sobre sus pendientes se instalan inmensos bosques de cedros, entrecortados por valles profundos. Bordeados por la rica llanura de Saïs y las ciudades de Fez, Mequinez y Beni Melal, los macizos montañosos del Atlas Medio son poblados por el pueblo bereber Zayán, cuya lengua es una variante del tamazight.

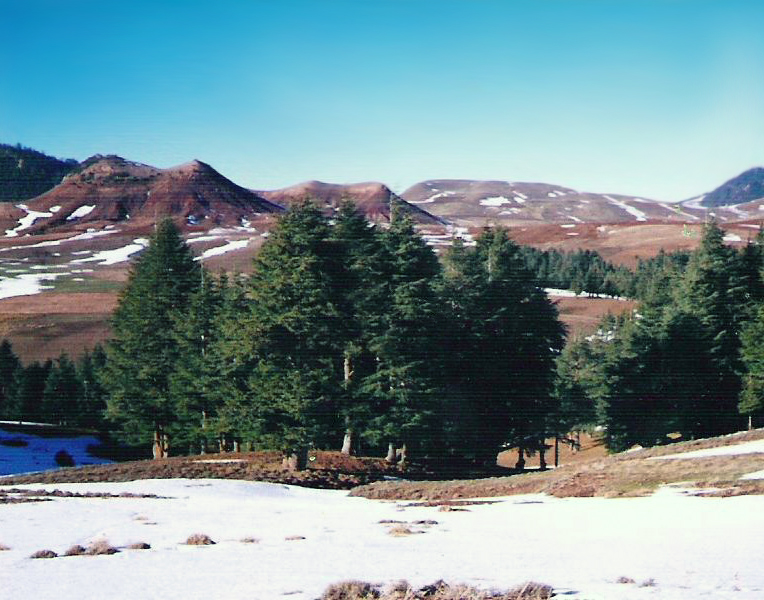
Cedros en la región de Khénifra-Krouchen.

El macizo del Atlas Medio está atravesado por una de las principales carreteras de acceso al sur marroquí, que une Fez y Tafilalet, situado al nordeste del Atlas. El Atlas Medio está cerrado al este por el parque nacional de Tazekka, con paisajes de gargantas y grutas. Al sur de Sefrú, los bosques de cedros, de encinas y de alcornoques alternan con las mesetas volcánicas desnudas y de pequeños lagos abundantes en peces con las aguas turquesas.
La joya del Atlas Medio es el parque nacional de Ifrán, situado en la meseta atlásica
entre Khénifra e Ifrane y el parque de Tazekka, clasificados Ramsar según la convención con Marruecos.

### Puntos culminantes
Su punto culminante es el jebel Bou Naceur 3356 m, después el jebel Mouâsker 3277 m, al norte por la meseta de Atlas Medio, y el jebel Bou Iblane 3192 m, cerca de Immouzer Marmoucha.

## Clima
La fachada oeste, de Taza a Azrú, en situación de primer ascenso para las perturbaciones que proceden del océano, está bien regada (alrededor de 100 cm anuales), favoreciendo pastos relativamente verdes y bosques frondosos. Los valles orientales son mucho más secos y ven progresar el desierto (bosque muerto de Jbel Bou Naceur).
Más continental que el Rif, y globalmente más húmedo que el Alto Atlas, el Atlas Medio tiene inviernos rigurosos, con nieve persistente por encima de 2000 a 2500 metros (diciembre/marzo).
La combinación de la temperatura y de la pluviometría es favorable a crear condiciones que permiten la existencia de fajas de vegetación: así, se suceden en función de la altitud y de la exposición bosques, de algarrobos, encinas, y cedros (Cedrus atlantica ), enebros, Tetraclinis articulata o Thuja (El araar), coníferas y árboles endémicos.

## Hidrología

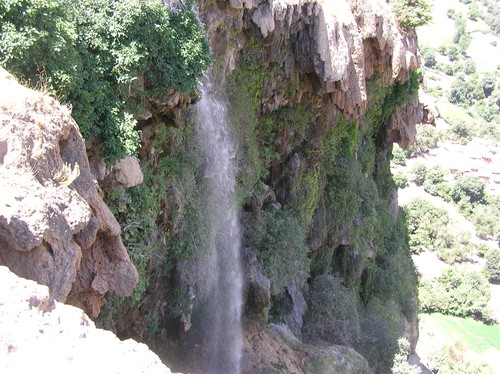
Zaouia de Ifrán.

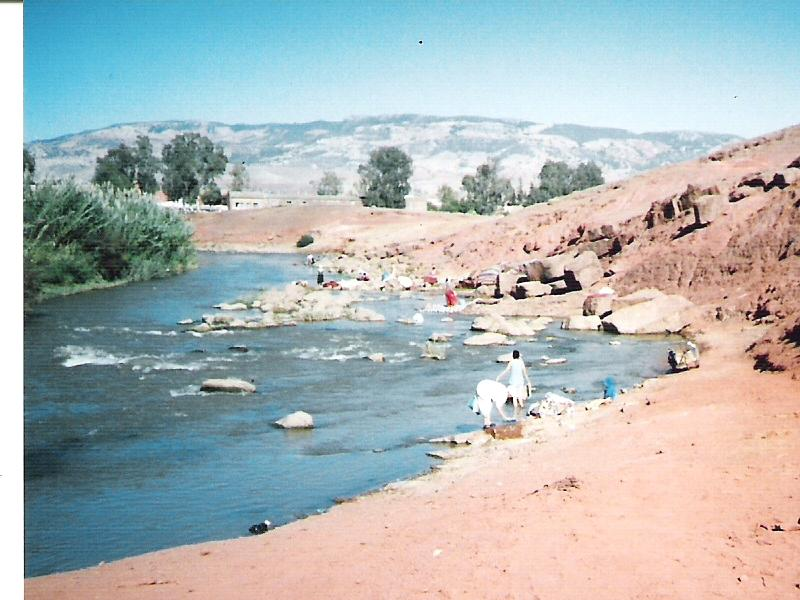
Río Morbeya en Jenifra.

Su situación en el corazón de Marruecos, en una zona de pluviometría muy alta, confiere al Atlas Medio el carácter de «castillo de agua», tanto desde el punto de vista hidrogeológico como del hidrográfico.

### Cuencas hidrográficas
El Atlas Medio pertenece a cuatro grandes cuencas hidrográficas: 
- La cuenca del Sebú, con una superficie 40.000 km², en la que hay varias presas;
- La cuenca del Morbeya, que se extiende sobre una superficie de 35.000 km², en la que  también hay bastantes presas;
- La cuenca de Bu Regreg, que comprende una superficie del orden de 10 000 km² y en la que también hay varias presas;

Estos tres ríos nacen en el Atlas Medio y llevan sus aguas al océano Atlántico.
- La cuenca del Muluya, un río que nace en Almssid, en la unión del Medio y del Alto Atlas y se extiende sobre 74.000 km² y vierte al mar Mediterráneo. En este río también hay varias presas, en su curso alto y en el bajo.

Los aportes son pues bastante abundantes y los caudales relativamente regulares. El equipamiento en presas collinaires en cascada de esta región tiene como fin proteger las pendientes, mejorar los atractivos turísticos de la región y crear reservas de agua que favorezcan el desarrollo de la arboricultura que no cesa de desarrollarse gracias a los diversos programas internacionales como el del Oued Serou.

### Atractivos turísticos
En el corazón de estas montañas, el río más largo de Marruecos, el Morbeya o Oum Er-Rbia, tiene su fuente a 40 km de Jenifra, para desembocar 600 km más lejos en el Atlántico en Azamor (Doukkala). Al oeste, el Atlas Medio toca los primeros contrafuertes del Alto Atlas. Llamada la «Suiza de Marruecos», el Atlas Medio acoge también algunas pequeñas ciudades de media altitud, de aspecto típicamente bereber. Así, Ifrán, con su estilo urbanístico europeo (chalets de piedra y tejados de tejas rojas) y su parque nacional de Ifrane (rico por sus mariposas únicas), Azrú, antigua estación de descanso construida en la pendiente de una cedral, y Imouzzer Kandar, Ifrane, Azrú, Zaouia d'Ifrane: (pueblo a 15 km de Azrú), El Hajeb, Elksiba, Beni Mellal con su célebre lago de Bin El Ouidane formado por el río Oum Er-Rbia y su afluente Oued El Abid.